# Juan Diego Gómez
Juan Diego Gómez Jiménez (Medellín, Antioquia; 26 de novembro de 1975), é um senador da Colômbia pelo Partido Conservador Colombiano. Foi eleito senador em 2014. De 2010 ao 2014 foi Representante à Câmara (deputado federal) do país, pelo departamento da Antioquia.